# Pavlovac (Bośnia i Hercegowina)
Pavlovac (cyr. Павловац) – wieś w Bośni i Hercegowinie, w Republice Serbskiej, w mieście Banja Luka. W 2013 roku liczyła 1825 mieszkańców.